# Trent (riu)

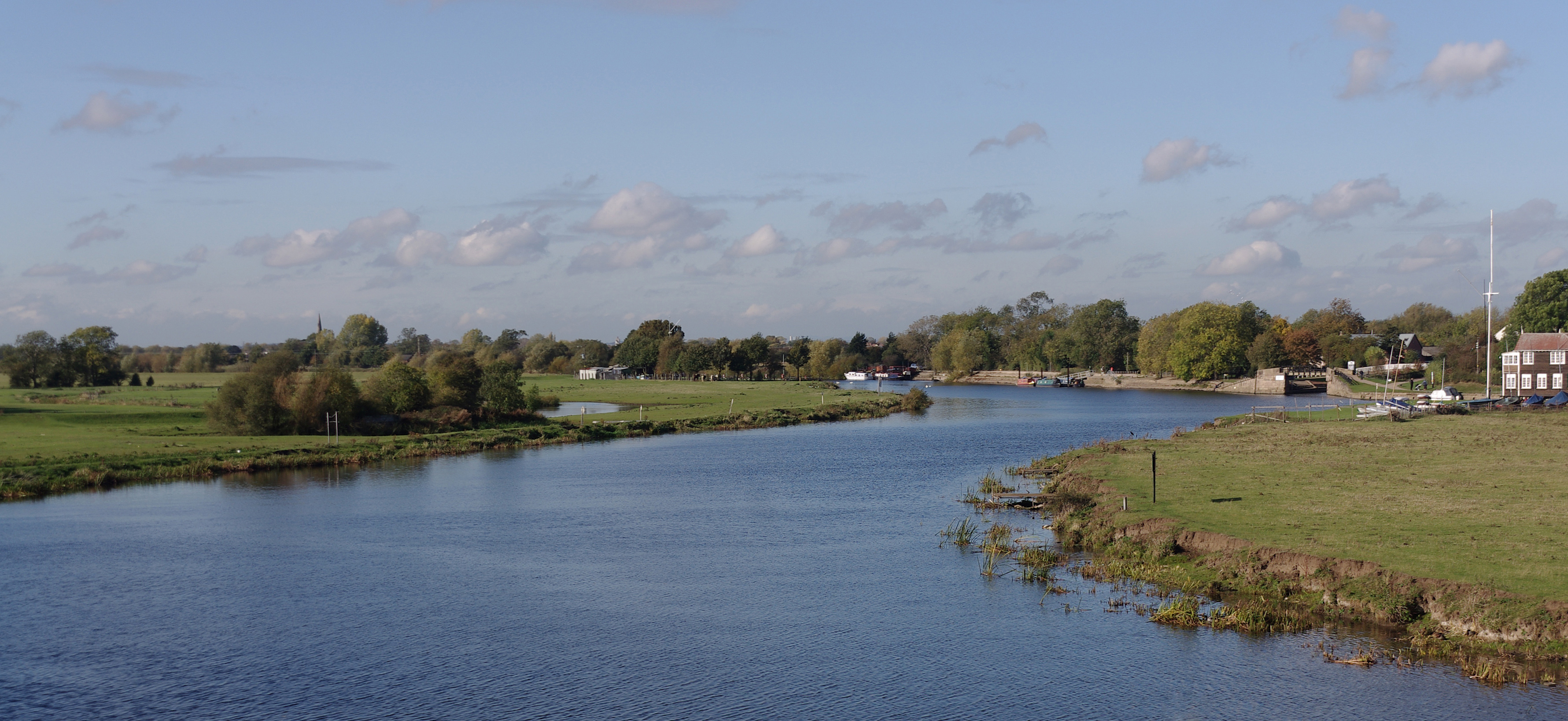
El Trent a Long Eaton

El Trent és un dels rius més importants d'Anglaterra. Neix a Staffordshire entre Biddulph i Mow Cop. Baixa travessant les Midlands, on dibuixa una frontera important entre el nord i el sud d'Anglaterra, fins que conflueix amb el riu Ouse a les Cascades de Trent (Trent Falls) i forma l'estuari de l'Humber. Desemboca a la part inferior del mar del Nord entre Kingston upon Hull i Immingham.